# Mada'in Salih
Iako'in Salih (arapski: مدائن صالح, za "Salehov grad"; grčki i latinski: Hegra‎), poznat i kao Al-Hijr (arapski za "Kamenito mjesto"), je arheološki lokalitet drevnog grada u današnjoj Saudijskoj Arabiji u kojem ima najviše ostatka nabatejske kulture, nakon njihove prijetolnice u Petri. Grad je prije Nabatejaca pripadao Lihijanskom kraljevstvu, a poslije Rimskom Carstvu, čiji se tragovi također mogu pronaći na ovom lokalitetu.
U Kuranu se spominje još ranije naselje plemena Thamud na ovom istom mjestu iz 3. tisućljeća pr. Kr. Točnije, navodi se kako je Alah kaznio Thamuđanje zbog njihova upornog idolopoklonstva i planiranja ubojstva Proroka, tako što ih je pogodio potresom i udarima munja. Stoga je ovo mjesto postalo omraženo među muslimanima kao "ukleto mjesto", što je još uvijek problem Saudijskoj Arabiji u razvijanju Iako'in Saliha kao turističke atrakcije, usprkos zaštiti države još od 1972. godine i otkad je lokalitet upisan na UNESCO-ov popis mjesta svjetske baštine u Aziji i Oceaniji 2008. godine.
U Iako'in Salihu se nalazi 131 kasnoantička kamena monumentalna grobnica isklesana u stijeni, na području od 13.4 km, s raskošnim pročeljima iz vremena Nabatejskog kraljevstva (1. stoljeće), ali i oko 2000 drugih grobnica s mnogim nabatejskim natpisima.
- Madain Saleh iz daljine
- Thamudske grobnice
- Stijena-mauzolej
- Al-Farid grobnica
- Sunčani sat iz Hegre

## Vanjske poveznice
- Hegra (Madain Saleh) (slike, informacije, karte i video) na hegra.fr (fr.)
- Galerija fotografija na nabataea.net